# Mike's Brainstorm
Mike's Brainstorm est un film muet américain réalisé par Colin Campbell et sorti en 1912.

## Fiche technique
- Réalisation : Colin Campbell
- Scénario : Berton Bradley, d'après son histoire
- Production : William Nicholas Selig
- Date de sortie :  États-Unis : 22 novembre 1912

## Distribution
- Tom Santschi : Mike Rosenberg
- Toodles, l'éléphant
- Otto Breitkreutz
- Frank Clark